# Драммен (Миннесота)
Драммен (англ. Drammen) — тауншип в округе Линкольн, Миннесота, США. На 2010 год его население составляло 118 человек. Тауншип был назван норвежскими поселенцами в честь реки, фьорда и порта в Норвегии.

## География
По данным Бюро переписи населения США площадь тауншипа составляет 100,1 км², из которых 100,1 км² занимает суша, а 0,1 км² — вода (0,05 %).

## Население
По данным переписи 2010 года население Драммена составляло 118 человек (из них 57,6 % мужчин и 42,4 % женщин), было 47 домашних хозяйства и 30 семьи. Расовый состав: белые — 96,6 %, коренные американцы — 0,8 %.
Из 47 домашних хозяйств 53,2 % представляли собой совместно проживающие супружеские пары (17,0 % с детьми младше 18 лет), в 6,4 % домохозяйств женщины проживали без мужей, в 4,3 % домохозяйств мужчины проживали без жён, 36,2 % не имели семьи. В среднем домашнее хозяйство вели 2,51 человека, а средний размер семьи — 3,01 человека.
Население тауншипа по возрастному диапазону распределилось следующим образом: 23,7 % — жители младше 18 лет, 56,0 % — от 18 до 65 лет и 20,3 % — в возрасте 65 лет и старше. Средний возраст населения — 37,5 лет. На каждые 100 женщин приходилось 136,0 мужчины, при этом на 100 совершеннолетних женщин приходилось уже 130,8 мужчин сопоставимого возраста.
В 2014 году из 93 трудоспособных жителей старше 16 лет имели работу 60 человек. Медианный доход на семью оценивался в 66 250 $, на домашнее хозяйство — в 52 000 $. Доход на душу населения — 30 190 $.